# Blackall Range
Blackall Range är en bergskedja i Australien. Den ligger i delstaten Queensland, omkring 87 kilometer norr om delstatshuvudstaden Brisbane. Blackall Range ligger vid sjön Lake Baroon.
I omgivningarna runt Blackall Range växer i huvudsak städsegrön lövskog. Runt Blackall Range är det ganska glesbefolkat, med 38 invånare per kvadratkilometer. Genomsnittlig årsnederbörd är 1 446 millimeter. Den regnigaste månaden är januari, med i genomsnitt 281 mm nederbörd, och den torraste är september, med 33 mm nederbörd.